# Elecciones estatales de Hamburgo de 2011
El 20 de febrero de 2011, una elección estatal se celebró en Hamburgo, Alemania, para elegir a los miembros del Parlamento de Hamburgo. La elección dio como resultado la caída del gobierno de coalición liderado por la Unión Demócrata Cristiana de Alemania (CDU) y la Alternativa Verde (GAL). El Partido Socialdemócrata de Alemania (SPD) obtuvo la mayoría absoluta después de ganar 62 escaños. Las mayorías absolutas se consideran raras en Alemania. El Partido Democrático Libre (FDP) volvió a entrar en el parlamento después de no ganar ningún escaño en las elecciones anteriores.
En las elecciones resultó elegida como diputada del parlamento la socialdemócrata Annkathrin Kammeyer, convirtiéndose en la miembro más joven en toda la historia del parlamento, asumiendo con 21 años.

## Antecedentes

### Colapso del gobierno
La relación entre la Unión Demócrata Cristiana y la Lista Alternativa Verde (nombre utilizado en Hamburgo por Alianza 90/Los Verdes) había sido tensa desde que el exalcalde Ole von Beust había anunciado su renuncia en julio.  Von Beust era un conocido alcalde y fue visto como el garante del gobierno de coalición. La coalición CDU/Verdes había sido el primer gobierno de coalición entre estos dos partidos en Alemania. 
Tras el retiro de von Beust, Christoph Ahlhaus fue elegido como alcalde, pero desde entonces hubo muchos conflictos que se fueron intensificando. Ahlhaus fue crítico de los GAL en varias ocasiones.
El Parlamento de Hamburgo se disolvió oficialmente el 15 de diciembre de 2010, y se debieron convocar a nuevas elecciones.

## Sistema electoral
En esta elección, cada elector tuvo 10 votos, cinco para candidatos directos y otros cinco para listas de partido. Los sistemas electorales utilizados fueron los de voto acumulativo y panachage.

## Encuestas
| Partido | Partido   | Última elección | 11-02-2011 | 13-02-2011 |
|         | CDU       | 42.6%           | 23%        | 24%        |
|         | SPD       | 34.1%           | 46%        | 45%        |
|         | GAL       | 9.6%            | 14.5%      | 15%        |
|         | Die Linke | 6.4%            | 6%         | 6%         |
|         | FDP       | 4.8%            | 5%         | 5%         |

## Resultados
| Partido | Partido      | Votos     | Porcentaje | Escaños |
| ------- | ------------ | --------- | ---------- | ------- |
|         | SPD          | 1.667.804 | 48,4 %     | 62      |
|         | CDU          | 753.805   | 21,9 %     | 28      |
|         | Grüne/GAL    | 384.502   | 11,2 %     | 14      |
|         | FDP          | 229.125   | 6,7 %      | 9       |
|         | Die Linke    | 220.428   | 6,4 %      | 8       |
|         | Piraten      | 73.126    | 2,1 %      | —       |
|         | NPD          | 30.648    | 0,9 %      | —       |
|         | Die PARTEI   | 23.994    | 0,7 %      | —       |
|         | Freie Wähler | 23.135    | 0,7 %      | —       |
|         | Rentner      | 15.847    | 0,5 %      | —       |
|         | ÖDP          | 10.464    | 0,3 %      | —       |
|         | Bü-Mi        | 8.380     | 0,2 %      | —       |
|         | BIG Hamburg  | 3.344     | 0,1 %      | —       |

## Post-elección
El análisis postelectoral mostró que el resultado electoral estuvo dominado en gran medida por las cuestiones locales.